# The Arti: The Adventure Begins
Pour plus de détails, voir Fiche technique et Distribution.
The Arti: The Adventure Begins est un film d'animation taïwanais réalisé par Huang Wen Chang, sorti en 2015.

## Synopsis
Zhang Meng a créé un robot humanoïde en bois , Arti-C. Après sa mort, son fils Mo et sa fille épéiste Tong parcourent le pays à la recherche de la source de l'énergie qui permet d'animer le robot. Ils vont faire la rencontre du prince de Loulan et de la tribu de Lop.

## Fiche technique
- Titre français : The Arti: The Adventure Begins
- Réalisation : Huang Wen Chang
- Scénario : Huang Liang Hsun
- Pays d'origine : Taïwan
- Format : Couleurs - 35 mm
- Genre : animation, action, fantasy et science-fiction
- Durée : 90 minutes
- Date de sortie :
  - 2015 :  Canada (FanTasia)

## Distribution
- Ricky Hsiao :
- Hsu Hsiao-shun :
- Peng Chia-chia :
- Yan Pui :
- Huang Wen Tze